# Dendrobium prostheciglossum
Dendrobium prostheciglossum är en orkidéart som beskrevs av Rudolf Schlechter. Dendrobium prostheciglossum ingår i släktet Dendrobium, och familjen orkidéer. Inga underarter finns listade i Catalogue of Life.